# Veliki Popovac
Veliki Popovac (en serbe cyrillique : Велики Поповац) est une localité de Serbie située dans la municipalité de Petrovac na Mlavi, district de Braničevo. Au recensement de 2011, elle comptait 1 144 habitants.
Veliki Popovac est officiellement classé parmi les villages de Serbie.

## Démographie

### Évolution historique de la population
| 1948  | 1953  | 1961  | 1971  | 1981  | 1991  | 2002  | 2011  |
| ----- | ----- | ----- | ----- | ----- | ----- | ----- | ----- |
| 1 864 | 1 941 | 1 921 | 1 770 | 1 582 | 1 672 | 1 244 | 1 144 |

|  |